# Barney Hoskyns
Pour les articles homonymes, voir Hoskyns.
Barney Hoskyns (né le 5 mai 1959) est un critique musical britannique. Il est directeur de la rédaction du journal en ligne Rock's Backpages.

## Biographie
Hoskyns a obtenu un diplôme d'anglais de l'Université d'Oxford. Il a commencé à écrire sur la musique pour les magazines Melody Maker et New Musical Express ; il a quitté son poste de rédacteur chez ce dernier pour se consacrer à son livre sur la musique soul (Say It One Time For The Brokenhearted, 1987). Il a par la suite écrit plus de quinze livres sur des musiciens et sur l'histoire de la musique.
Hoskyns a écrit régulièrement sur la culture pop et les arts pour la déclinaison britannique du magazine Vogue, où il a été rédacteur en chef pendant cinq ans, et pour The Times, The Guardian, The Independent, The Observer et Arena magazine. Il a également contribué à Harper's Bazaar, au magazine Interview, au magazine Spin et à Rolling Stone, ainsi qu'à Amazon.com et CDNOW. Entre 1993 et 1999, Hoskyns a travaillé comme rédacteur adjoint puis rédacteur américain du magazine Mojo.
Son livre Glam! Bowie, Bolan & The Glitter Rock Revolution a été publié en 1998, comme ouvrage complémentaire à Velvet Goldmine de Todd Haynes. Celui-ci en a rédigé l'introduction.
En 2000, Hoskyns est devenu rédacteur en chef de CDNOW à Londres. Il en est parti pour co-fonder Rock's Backpages, une bibliothèque en ligne d'articles sur le rock classique lancé en septembre 2001.
Hoskyns est intervenu régulièrement à la radio et à la télévision britannique en tant qu'animateur et expert. Il est apparu dans les séries Top Ten (CHANNEL 4), I Love The 80s/90s (BBC 2), Walk On By (BBC 2), Behind The Music (VH1) et Classic Albums (BBC2). Il a été consultant pour la célèbre série Soul Deep (BBC 2) en 2005. Un documentaire de la BBC adapté de son livre Hotel California: Singer-Songwriters & Cocaine Cowboys In The LA Canyons a été diffusé en 2007.
Hoskyns est marié à l'architecte d'intérieur et ancienne actrice Natalie Forbes. Il a trois fils de son premier mariage avec Victoria Sandler et deux beaux-fils de son mariage avec Forbes.

## Publications

### Ouvrages traduits en français
- Waiting for the sun : une histoire de la musique à Los Angeles ((en) Waiting For The Sun: Strange Days, Weird Scenes & The Sound Of Los Angeles, Royaume-Uni, Viking / États-Unis, St.Martin's Press, 1996), Éditions Allia, trad. Héloïse Esquié et François Delmas, 2004
- San Francisco : 1965-1970, les années psychédéliques ((en) Beneath the Diamond Sky: Haight-Ashbury 1965-1970, Royaume-Uni, Bloomsbury / États-Unis, Simon & Schuster, 1997), Le Castor astral, trad. Emmanuel Dazin, 2006
- Hotel California : les années folk-rock, 1965-1980 ((en) Hotel California: Singer-Songwriters & Cocaine Cowboys In The LA Canyons, Royaume-Uni: 4th Estate et Harper Collins / États-Unis, Wiley, 2005), Le Castor astral, trad. François Tétreau, 2008
- Tom Waits, une biographie : swordfishtrombones et chiens mouillés ((en) Lowside of the Road: A Life of Tom Waits, Faber and Faber, 2008), trad. Corinne Julve, Payot & Rivages, 2011
- Led Zep : gloire et décadence du plus grand groupe du monde ((en) Trampled Under Foot: The Power and Excess of Led Zeppelin, Royaume-Uni, Faber and Faber, 2012 ; publié aux États-Unis sous le titre Led Zeppelin: The Oral History of the World's Greatest Rock Band, Wiley, 2012), trad. Nicolas Guichard, Payot & Rivages, 2015

### Ouvrages en anglais
- (en) Say It One Time For The Brokenhearted: Country Soul In The American South (Royaume-Uni, Fontana, 1987; réédition de Bloomsbury 1998)
- (en) Montgomery Clift: Beautiful Loser (Royaume-Uni, Bloomsbury / États-Unis, Grove, 1992)
- (en) Across The Great Divide: The Band and America (Royaume-Uni, Viking / États-Unis, Hyperion, 1993 ; réédition par Hal Leonard Books US, 2006)
- (en) The Lonely Planet Boy: A Pop Romance (Royaume-Uni / États-Unis, Serpent's Tail, 1995)
- (en) Glam! Bowie, Bolan et The Glitter Rock Revolution (Royaume-Uni, Faber and Faber / États-Unis, Simon & Schuster, 1998)
- (en) The Mullet: Hairstyle Of The Gods (Bloomsbury, 1999), avec Mark Larson
- (en) The Sound and the Fury: 40 Years of Classic Rock Journalism: A Rock's Backpages Reader (Bloomsbury, 2003), en tant qu'éditeur
- (en) Ozzy Osbourne: A Rock's Backpages Reader (Omnibus, 2004), en tant qu'éditeur
- (en) Led Zeppelin IV (série Rock of Ages) (Rodale Books, 2006)
- (en) Small Town Talk: Bob Dylan, The Band, Van Morrison, Janis Joplin, Jimi Hendrix & Friends in the Wild Years of Woodstock (Royaume-Uni, Faber and Faber / États-Unis, Da Capo, 2016)
- (en) Never Enough: A Way Through Addiction (Constable, 2017)
- (en) Joni: The Anthology (Picador, 2017)